# العند (تبن)

تعديل مصدري - تعديل

العند هي إحدى قرى عزلة الحوطة بمديرية تبن التابعة لمحافظة لحج، بلغ تعداد سكانها 3717 نسمة حسب تعداد اليمن لعام 2004.